# Истец
Исте́ц (исти́ца) — участник гражданского процесса, в защиту субъективных прав и (или) охраняемых интересов которого возбуждено гражданское дело.
В широком смысле слово «истец» применяется по отношению к любому лицу, обратившемуся в судебные органы с заявлением или жалобой.
Обращение в суд о защите прав и интересов истца, путём разрешения имеющегося спора, называется иском и оформляется исковым заявлением.
Истец не во всех случаях является инициатором иска. В случаях, предусмотренных законодательством, с исковым заявлением в защиту прав и интересов конкретного гражданина могут обратиться прокурор либо уполномоченные государственные органы.
В случаях предъявления иска в интересах несовершеннолетнего, заявителем от его имени будет являться законный представитель. В интересах юридического лица иск предъявляется его уполномоченными должностными лицами.

## Правовой статус
Истцом может быть любое лицо, обладающее гражданской процессуальной правоспособностью, которая признаётся в равной степени за всеми гражданами и организациями.
Отсутствие у истца спорного материального права не может быть основанием для отказа в принятии искового заявления и рассмотрения дела по существу. Если в ходе рассмотрения гражданского дела будет установлено, что Истец не обладает спорным материальным правом или его материальное право не нарушено, а охраняемые законом интересы не затронуты, суд выносит решение об отказе в удовлетворении исковых требований.
Гражданская процессуальная дееспособность, то есть способность своими личными действиями осуществлять процессуальные права, выполнять процессуальные обязанности и поручать ведение дела в суде представителю принадлежит в полном объёме гражданам (в широком смысле слова), достигшим возраста восемнадцати лет, и любым организациям. Несовершеннолетний может лично осуществлять свои процессуальные права и выполнять процессуальные обязанности в суде со времени вступления в брак или объявления его полностью дееспособным (эмансипации). Права, свободы и законные интересы несовершеннолетних в возрасте от четырнадцати до восемнадцати лет, а также граждан, ограниченных в дееспособности, защищают в процессе их законные представители. Однако суд обязан привлекать к участию в таких делах самих несовершеннолетних, а также граждан, ограниченных в дееспособности.
В случаях, предусмотренных законодательством, несовершеннолетние в возрасте от четырнадцати до восемнадцати лет вправе лично защищать в суде свои права, свободы и законные интересы. Однако суд вправе привлечь к участию в таких делах законных представителей несовершеннолетних. Эта норма распространяется на те случаи, когда в материальном праве несовершеннолетнему предоставлена возможность лично приобретать права и нести обязанности. В частности, несовершеннолетний вправе лично защищать свои права и интересы в суде по вопросам взыскания заработной платы.
Права, свободы и законные интересы несовершеннолетних, не достигших возраста четырнадцати лет, а также граждан, признанных недееспособными, защищают в процессе их законные представители — родители, усыновители, опекуны, попечители или иные лица, которым это право предоставлено действующим законодательством.
Для личного участия в гражданском процессе истец должен обладать гражданской процессуальной дееспособностью.

## Процессуальные права
Истец, являясь лицом, участвующим в деле, обладает всеми правами, предусмотренными для этой категории участников гражданского процесса.
Как лицо, участвующее в деле, истец вправе:
- знакомиться с материалами дела;
- делать выписки из материалов дела;
- снимать копии с материалов дела;
- заявлять отводы лицам, в отношении которых это допускает закон;
- представлять доказательства;
- участвовать в исследовании доказательств;
- задавать вопросы другим лицам, участвующим в деле, свидетелям, экспертам и специалистам;
- заявлять ходатайства, в том числе об истребовании доказательств;
- давать объяснения суду в устной и письменной форме;
- приводить свои доводы по всем возникающим в ходе судебного разбирательства вопросам;
- возражать относительно ходатайств и доводов других лиц, участвующих в деле;
- обжаловать судебные постановления;

Кроме общих для всех лиц, участвующих в деле, Истец обладает специальными правами.
Истец вправе:
- изменить основание или предмет иска;
- увеличить или уменьшить размер исковых требований;
- отказаться от иска;
- (по договоренности с ответчиком) окончить дело мировым соглашением.

В зависимости от обстоятельств и результатов дела Истец в некоторых случаях вправе требовать присуждения с ответчика затрат на оплату услуг представителя в разумных пределах, возмещения всех понесенных по делу судебных расходов (пропорционально удовлетворенной части исковых требований),требовать с ответчика, систематически противодействовавшего правильному и своевременному рассмотрению и разрешению дела, компенсацию за фактическую потерю времени.

## Процессуальные обязанности
Главной обязанностью истца является добросовестное использование всех принадлежащих ему прав. Иные обязанности (доказывание своих утверждений, явка в суд, извещение об изменении места жительства, оплата судебных расходов) являются производными от главной обязанности и неразрывно связаны с соответствующими процессуальными правами. Однако в связи с тем, что российский гражданский процесс основывается на принципе состязательности, единственным негативным последствием неисполнения этой обязанности является возможное принятие судом решения об отказе в удовлетворении предъявляемых истцом требований.

## Особенности правового статуса
Истец не несет ответственности за предъявление заведомо необоснованного требования к ответчику (кроме оплаты компенсации за потерю времени).
До принятия решения судом правота истца и ответчика по любому гражданскому делу являются в равной степени предположительными.
Истец вправе делать в суде любые утверждения, за несоответствие которых действительности он не несет ответственности, если они не являются оскорблениями или клеветой.
Не признается распространением заведомо ложной информации указание в исковом заявлении сведений, признанных впоследствии судом не соответствующими действительности.